# Pico de São Tomé
O Pico de São Tomé é a mais alta montanha de São Tomé e Príncipe, com 2024 metros de altitude no topo. Situa-se no oeste da Ilha de São Tomé. A montanha é arborizada e acessível somente a pé.
Toda a ilha de São Tomé é um vulcão de escudo maciço que nasce a partir do piso do Oceano Atlântico, a mais de 3000 metros abaixo do nível do mar. É formado ao longo da linha vulcânica dos Camarões, uma zona de rifte linear, estendendo-se desde o sudoeste de Camarões até ao Oceano Atlântico. A grande maioria da lava que eclodiu em São Tomé durante o último milhão de anos tem se transformado em basalto. A rocha mais nova da ilha tem cerca de 100 000 anos, mas muitos mais recentes cones de escória são encontrados no lado sudeste da ilha.
Localiza-se na área norte do Parque Natural Ôbo.